# Quintino Quagliati
Quintino Quagliati (geboren am 15. September 1869 in Rimini; gestorben am 29. Dezember 1932 in Tarent) war ein italienischer Prähistoriker und Klassischer Archäologe.

## Leben und Wirken
Quintino Quagliati studierte an der Universität Bologna. Dort machte er seinen Abschluss in Literatur bei Giosuè Carducci. Er unterrichtete danach Latein und Altgriechisch an mehreren Gymnasien in Umbrien und Latium und spezialisierte sich gleichzeitig auf Paläontologie, die er bei Luigi Pigorini studierte. Im Jahre 1898 wurde er zum stellvertretenden Leiter der Ausgrabungen und zum Direktor des Archäologischen Nationalmuseums von Tarent ernannt. Im Jahre 1907 gewann er die Ausschreibung um die Leitung des Museums.
Zwei Jahre später wurde Quagliati zum Soprintendente der Ausgrabungen und Museen in Apulien ernannt. In jenen Jahren widmete er der archäologischen Forschung viel Zeit und bereicherte das Museum auch durch den Ankauf von Altertumsfunden und die Zerschlagung des florierenden Schwarzmarktes für antike Artefakte.
Er organisierte das Museum neu, indem er die Funde in chronologischer Abfolge ordnete und in drei große Abteilungen unterteilt ausstellte. Seine bedeutendste Ausgrabung war die Entdeckung der bronzezeitlichen Siedlung Scoglio del Tonno in Tarent im Jahre 1899. Im Jahre 1912 entdeckte er die Hälfte des mit einem Säulengang versehenen antiken Platzes von Egnatia. 1923 wurde er zum Soprintendente der Denkmäler Apuliens und der Basilikata ernannt und war für die Restaurierung der Basilika San Nicola in Bari, des Castel del Monte, von Santa Maria del Casale in Brindisi und für die archäologischen Funde in Trani verantwortlich. Er setzte sich auch für den Schutz der Felsenkirchen ein.
1932 erkrankte er während einer ministeriellen Expedition im Gargano an Malaria und starb am 29. Dezember in Tarent an dieser Krankheit.

## Veröffentlichungen (Auswahl)
- Bisenzio e la sua necropoli arcaica. In: Bullettino di Paletnologia Italiana. Band 21, 1895, S. 166–176
- Appunti sulle scoperte paletnologiche di Domenico Ridola nel Materano. In: Bullettino di Paletnologia Italiana. Band 22, 1896, S. 282–290.
- mit Domenico Ridola: Necropoli arcaica ad incinerazione presso Timmari nel Materano. In: Monumenti Antichi dei Lincei. Band 16, 1906, S. 5–166 (Digitalisat).
- Rilievi votivi arcaici in terracotta di Lokroi Epizephyrioi. In: Ausonia. Rivista della Società italiana di archeologia e storia dell’arte. Band 3, 1908, S. 136–234 (Digitalisat).
- Ripostigli di bronzi arcaici del circondario di Taranto (Terra d’Otranto). In: Bullettino di Paletnologia Italiana. Band 29, 1903, S. 108–120.
- Tombe neolitiche in Taranto e nel suo territorio. In: Bullettino di Paletnologia Italiana. Band 32, 1906, S. 17–49.
- Le antiche civiltà dell’Apulia rappresentante nel Museo di Taranto. Trani 1910.
- Deposito sepolcrale con vasi preistorici in Crispiano presso Taranto. In: Monumenti Antichi dei Lincei. Band 26, 1920, S. 433–498 (Digitalisat).
- Il Museo Nazionale di Taranto. Istituto Poligrafico dello Stato, Rom 1932.
- La Puglia preistorica (= Regia Deputazione di Storia Patria per le Puglie. Documenti e monografie. Band 20). Trani 1936, Nachdruck 1985.